# Прапор Французької Полінезії
Прапор Французької Полінезії являє собою прямокутне полотнище з трьома горизонтальними лініями червоного, білого і червоного кольорів. Ширина центральної білої смуги удвічі більше ширини червоних смуг. У центрі білої смуги розташоване зображення символу Французької Полінезії: полінезійське каное з червоними вітрилами на тлі 10 сонячних променів та 5 рядів морських хвиль синього та білого кольорів.
На каное знаходяться стилізовані зображення п'яти чоловічків коричневого кольору, які символізують п'ять архіпелагів Французької Полінезії. Сонячні промені символізують життя. Океан символізує багатство.
Сучасний прапор був прийнятий 20 листопада 1985 на основі прапора Таїті, який різниться відсутністю в центральній частині прапора емблеми.
За своїм статусом Французька Полінезія є заморським співтовариством Франції, тому поряд з прапором Французької Полінезії на урядових установах і під час проведення офіційних заходів вивішується також офіційний прапор Франції.

## Прапори архіпелагівФранцузької Полінезії

Прапор Тубуаї
Прапор островів Гамб'є
Прапор Маркізьких островів
Прапор Туамоту
Регіональний прапор островів Французької Полінезії

## Історичні прапори

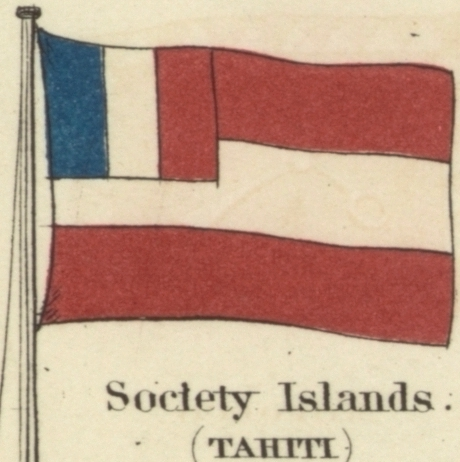
Прапор Островів Товариства (Таїті), 1868
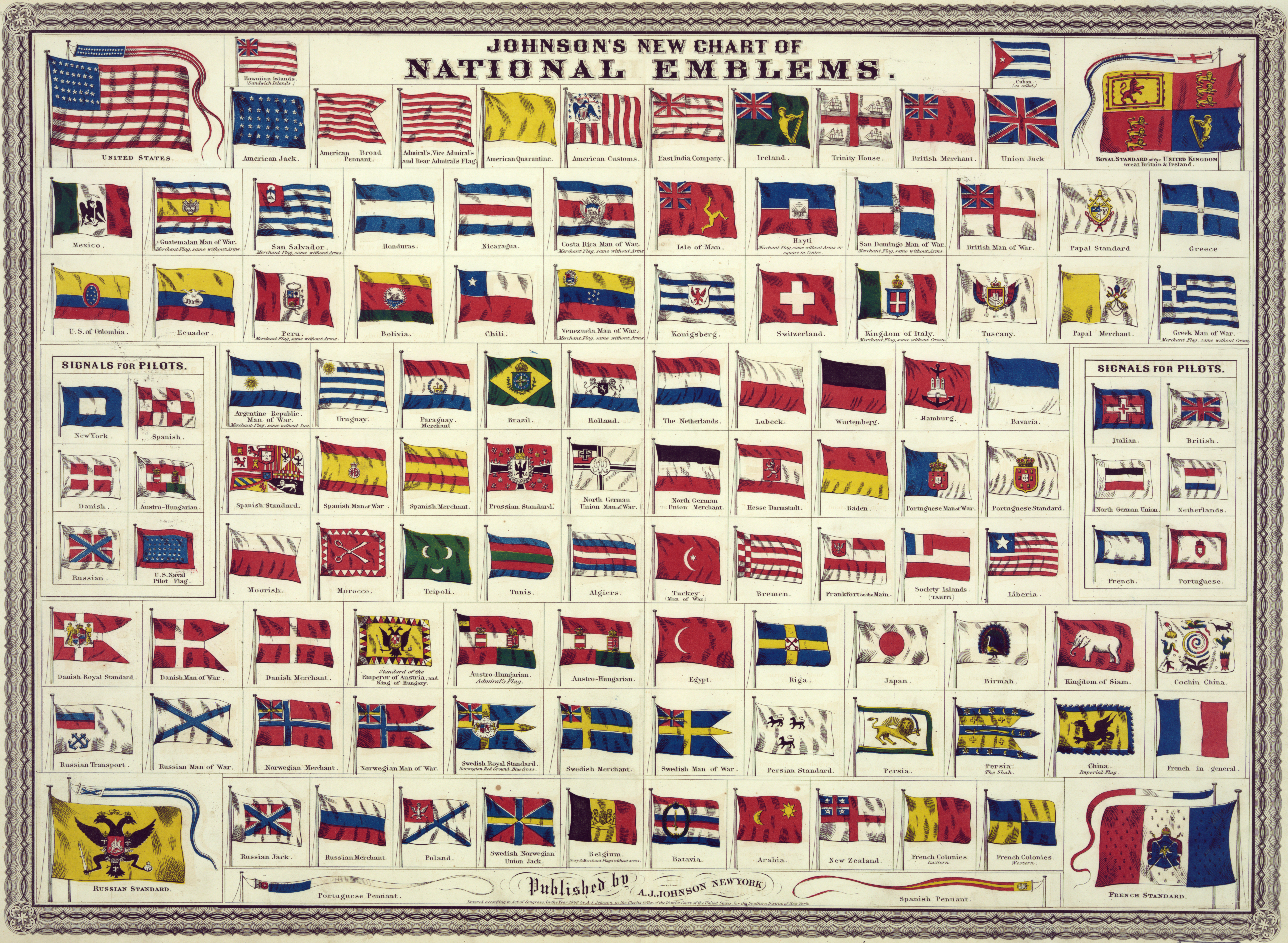